# Обязательный контроль целостности
Обязательный контроль целостности (англ. Mandatory Integrity Control, MIC) представляет собой новую функцию безопасности, внедрённую в Windows Vista и Astra Linux и реализованную в следующей линейке операционных систем Windows, которая добавляет управление доступом с помощью уровней целостности (англ. Integrity Levels, IL). Уровень целостности представляет собой уровень надежности субъекта или объекта доступа. Цель этого механизма заключается в использовании политик управления целостностью и уровнями целостности задействованных субъектов и объектов для ограничения доступа процессам, которые считаются потенциально менее надежными, по сравнению с доверенными процессами, работающими под той же учетной записью пользователя.

## Реализация
Обязательный контроль целостности определяется с помощью нового типа записи управления доступом (ACE) для представления уровня целостности объекта в его дескрипторе безопасности. В Windows списки управления доступом (ACL) обычно используются для предоставления прав доступа (разрешения на чтение, запись и выполнение) пользователям или группам. При инициализации маркеру доступа процесса присваивается уровень целостности. Когда поток пытается получить доступ к объекту (например, файлу), монитор ссылок сравнивает уровень целостности в маркере доступа процесса или потока с уровнем целостности в дескрипторе безопасности объекта. Windows ограничивает разрешенные права доступа в зависимости от того, является ли уровень целостности субъекта выше или ниже, чем уровень целостности объекта, в зависимости от заданной политики целостности в записи управления доступом (ACE). Подсистема безопасности использует уровни целостности для мандатного разграничения доступа, в отличие от дискреционного разграничения доступа, который реализован с помощью традиционных DACL.
В Windows Vista и более поздних определены 5 уровней целостности IL:
Недоверенный (SID: S-1-16-0),
Низкий (SID: S-1-16-4096),
Средний (SID: S-1-16-8192),
Высокий (SID: S-1-16-12288)
Системный (SID: S-1-16-16384).
По умолчанию процессы, запускаемые обычным пользователем (в том числе администратором), получают средний уровень целостности, а процессы запущенные через UAC с правами администратора — высокий. С помощью задания различных уровней целостности обязательный контроль целостности позволяет изолировать потенциально уязвимые приложения (например, приложения, ориентированные на работу в Интернете, офисные приложения, которые используются для открытия документов, полученных из недоверенных источников и т.д.). Процессы с низким уровнем целостности имеют меньший доступ (ограничены права на запись в объекты системы), чем процессы с более высокими уровнями целостности, т. к. обязательный (мандатный) контроль доступа осуществляется самой ОС Windows.
Объекты с ACL, такие как именованные объекты, включая файлы, ключи реестра или другие процессы и потоки, имеют запись в ACL, которая определяет уровень целостности этого объекта. Она определяет минимальный уровень целостности процесса, который может использовать данный объект. Для объектов Windows по умолчанию задана мандатная политика целостности No-Write-Up (запрет на запись вверх), которая определяет, что процесс может записывать или удалять объект только тогда, когда его уровень целостности равен или превышает уровень целостности объекта. Поэтому процесс, имеющий уровень целостности Low, не может открыть для записи файл, имеющий уровень целостности Medium, даже если DACL предоставляет процессу право записи.
Кроме того, процессы с низким уровнем целостности не могут открыть для чтения объекты процессов с более высоким уровнем целостности, поскольку для объектов процессов по умолчанию задана мандатная политика целостности No-Read-Up (запрет на чтение вверх). Следовательно, процесс не может взаимодействовать с другим процессом, имеющим более высокий уровнем целостности. Процесс не может выполнять такие функции, как внедрение dll в процесс высшего уровня целостности, используя API-функцию создания удаленного потока,  или отправить данные в другой процесс, используя функцию записи памяти процесса.

## Применение
Хотя процессы наследуют уровень целостности процесса, создавшего его, уровень целостности можно настроить во время создания процесса. Помимо ограничения отправки оконных сообщений в технологии изоляции пользовательских интерфейсов (UIPI), обязательный контроль целостности используется такими приложениями, как Adobe Reader, Google Chrome, Internet Explorer и« проводник Windows», чтобы изолировать документы от уязвимых объектов в системе.
Internet Explorer 7 применяет параметр «Защищенный режим» на основе обязательного контроля целостности, чтобы контролировать, открыта ли веб-страница как процесс с низким уровнем целостности или нет (при условии, что операционная система поддерживает обязательный контроль целостности) на основе настроек зон безопасности, тем самым предотвращая некоторые классы уязвимостей в безопасности. Поскольку Internet Explorer в этом случае работает как процесс с низким уровнем целостности, он не может изменять объекты системного уровня — файлы и операции реестра вместо этого «виртуализируются». Adobe Reader 10 и Google Chrome — это два других известных приложения, которые внедряют эту технологию, чтобы снизить их уязвимость для вредоносных программ.
В Microsoft Office 2010 была представлена изолированная среда («песочница») под названием «Защищенный просмотр» для Excel, PowerPoint и Word, которая запрещает потенциально опасным документам изменять компоненты, файлы и другие ресурсы в системе. «Защищенный просмотр» работает как процесс с низким уровнем целостности, а в Windows Vista и более поздних выпусках Windows использует обязательный контроль целостности и технологию изоляции пользовательских интерфейсов (UIPI) для дальнейшего ограничения «песочницы».
Однако в некоторых случаях процесс с более высоким уровнем целостности должен выполнять определенные действия по отношению к процессу с более низким уровнем целостности, или для процесса с более низким уровнем целостности требуется доступ к ресурсам, доступ к которым может получить только процесс с более высоким уровнем целостности (например, при просмотре веб-страницы в защищенном режиме, сохранении файла, загруженного из Интернета, в папку, указанную пользователем). Процессы с высоким и низким уровнями целостности все еще могут взаимодействовать друг с другом, используя файлы, именованные каналы, LPC или другие разделяемые объекты. Разделяемый объект должен иметь низкий уровень целостности и разделяться как процессами низкого уровня целостности, так и высокого. Поскольку обязательный контроль целостности не мешает процессу с низким уровнем целостности разделять объекты с процессом с более высоким уровнем целостности, он может задействовать уязвимости в нём и заставить его работать от своего имени, приводя к Squatting-атаке. Тем не менее, «подрывные атаки»  могут быть предотвращены за счет использования изоляции привилегий пользовательского интерфейса, которая использует преимущества обязательного контроля целостности.